# Марковська властивість

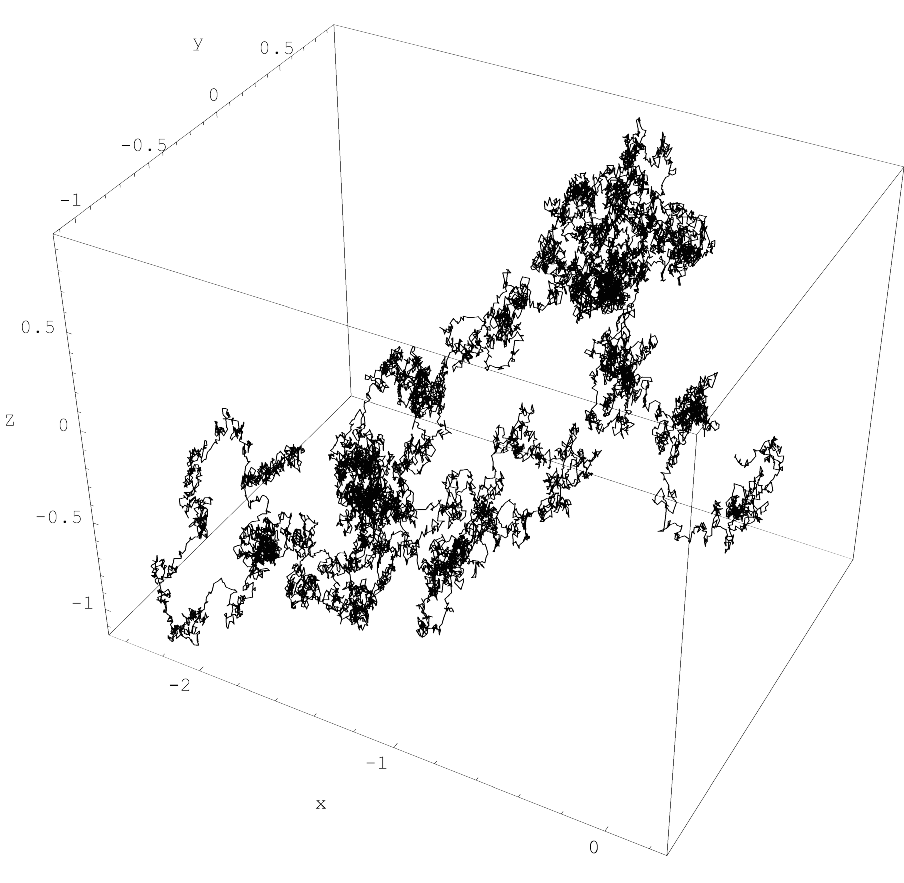
Одиночна реалізація тривимірного броунівського руху для часу 0 ≤ t ≤ 2. Броунівський рух має марковську властивість, оскільки зміщення частинки не залежить від її попередніх зміщень.

У теорії ймовірностей та статистиці термін ма́рковська власти́вість (англ. Markov property) відноситься до властивості відсутності пам'яті в стохастичного процесу. Його названо на честь російського математика Андрія Маркова.
Стохастичний процес має марковську властивість, якщо умовний розподіл імовірності майбутніх станів цього процесу (обумовлених як минулими, так і поточними станами) залежить лише від поточного стану, а не від послідовності подій, яка передувала йому. Процес із такою властивістю називається марковським процесом (англ. Markov process). Термін си́льна ма́рковська власти́вість (англ. strong Markov property) подібний до марковської властивості, за винятком того, що розуміння «поточного» визначається в термінах випадкової величини, відомої як момент зупину. Обидва терміни «марковська властивість» та «сильна марковська властивість» застосовувалися у зв'язку з особливою властивістю «відсутності пам'яті» експоненційного розподілу.
Термін ма́рковське припу́щення (англ. Markov assumption) використовується для опису моделі, в якій передбачається дотримання марковської властивості, наприклад, прихованої марковської моделі.
Марковське випадкове поле (англ. Markov random field) розширює цю властивість на два або більше вимірів, або на випадкові величини, визначені для мережі взаємозв'язаних елементів. Прикладом моделі такого поля є модель Ізінга.
Стохастичний процес дискретного часу, який задовольняє марковську властивість, відомий як марковський ланцюг.

## Введення
Стохастичний процес має марковську властивість, якщо умовний розподіл імовірності майбутніх станів цього процесу (обумовлених як минулими, так і поточними станами) залежить лише від поточного стану; тобто, з огляду на теперішнє, майбутнє не залежить від минулого. Процес із цією властивістю називають марковіа́ном (англ. Markovian), або ма́рковським проце́сом (англ. Markov process). Найвідомішим марковським процесом є марковський ланцюг. Також добре відомим марковським процесом є броунівський рух.

## Визначення
Нехай {\displaystyle (\Omega ,{\mathcal {F}},\mathbb {P} )} є ймовірнісним простором з фільтрацією {\displaystyle ({\mathcal {F}}_{s},\ s\in I)} для деякої (лінійно впорядкованої) індексної множини {\displaystyle I}, і нехай {\displaystyle (S,{\mathcal {S}})} є вимірним простором. Про {\displaystyle (S,{\mathcal {S}})}-значний стохастичний процес {\displaystyle X=(X_{t},\ t\in I)}, пристосований до цієї фільтрації, кажуть, що він володіє марковською властивістю, якщо для будь-якої {\displaystyle A\in {\mathcal {S}}} та будь-яких {\displaystyle s,t\in I} з {\displaystyle s<t}
{\displaystyle \mathbb {P} (X_{t}\in A|{\mathcal {F}}_{s})=\mathbb {P} (X_{t}\in A|X_{s}).}
В разі, коли {\displaystyle S} є дискретною множиною з дискретною сигма-алгеброю, а {\displaystyle I=\mathbb {N} }, це може бути переформульовано наступним чином:
{\displaystyle \mathbb {P} (X_{n}=x_{n}|X_{n-1}=x_{n-1},\dots ,X_{0}=x_{0})=\mathbb {P} (X_{n}=x_{n}|X_{n-1}=x_{n-1})}.

## Альтернативні формулювання
Марковська властивість може мати наступне альтернативне формулювання.
{\displaystyle \mathbb {E} [f(X_{t})|{\mathcal {F}}_{s}]=\mathbb {E} [f(X_{t})|\sigma (X_{s})]}
для всіх {\displaystyle t\geq s\geq 0} та обмежених і вимірних {\displaystyle f:S\rightarrow \mathbb {R} }.

## Сильна марковська властивість
Припустімо, що {\displaystyle X=(X_{t}:t\geq 0)} є стохастичним процесом на ймовірнісному просторі {\displaystyle (\Omega ,{\mathcal {F}},\mathbb {P} )} з природною фільтрацією {\displaystyle \{{\mathcal {F}}_{t}\}_{t\geq 0}}. Для будь-якого {\displaystyle t\geq 0} ми можемо визначити паросткову сигма-алгебру {\displaystyle {\mathcal {F}}_{t+}} як перетин усіх {\displaystyle {\mathcal {F}}_{s}} для {\displaystyle s>t}. Тоді для будь-якого моменту зупину {\displaystyle \tau } на {\displaystyle \Omega } ми можемо визначити
{\displaystyle {\mathcal {F}}_{\tau ^{+}}=\{A\in {\mathcal {F}}:\{\tau =t\}\cap A\in {\mathcal {F}}_{t+},\,\forall t\geq 0\}}.
Тоді про {\displaystyle X} кажуть, що він має сильну марковську властивість, якщо для кожного моменту зупину {\displaystyle \tau }, обумовленого подією {\displaystyle \{\tau <\infty \}}, ми маємо, що для кожного {\displaystyle t\geq 0}, {\displaystyle X_{\tau +t}} є незалежним від {\displaystyle {\mathcal {F}}_{\tau ^{+}}} за заданого {\displaystyle X_{\tau }}.
Сильна марковська властивість передбачає звичайну марковську властивість, оскільки сильну марковську властивість може бути зведено до неї взяттям моменту зупину {\displaystyle \tau =t}.

## Приклади
Припустімо, що урна містить дві червоні кулі й одну зелену. Одну кулю витягли вчора, одну кулю витягли сьогодні, й останню кулю витягнуть завтра. Всі витягування є «без повернення».
Припустімо, що вам відомо, що сьогоднішня куля була червоною, але ви не маєте інформації про вчорашню кулю. Шанс того, що завтрашня куля буде червоною, складає 1/2. Це тому, що для цього випадкового експерименту лишилося лише два результати:
| День     | Результат 1 | Результат 2 |
| -------- | ----------- | ----------- |
| Вчора    | Червона     | Зелена      |
| Сьогодні | Червона     | Червона     |
| Завтра   | Зелена      | Червона     |

З іншого боку, якщо ви знаєте, що як сьогоднішня, так і вчорашня кулі були червоними, тоді вам гарантовано отримати завтра зелену кулю.
Ця невідповідність показує, що розподіл імовірності завтрашнього кольору залежить не лише від поточного значення, але знаходиться також і під впливом інформації про минуле. Цей стохастичний процес спостережуваних кольорів не має марковської властивості. При використанні такого ж експерименту, як наведено вище, якщо «вибірку без повернення» замінено «вибіркою з поверненням», процес спостережуваних кольорів марковську властивість матиме.
Застосуванням марковської властивості в узагальненому вигляді є обчислення Монте-Карло марковських ланцюгів у контексті баєсової статистики.